# Léon Brunschvicg

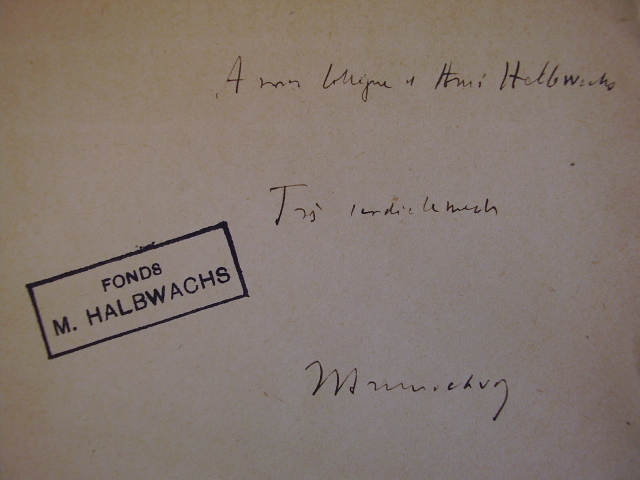
Signatuur van Léon Brunschvicg in een boek, geschonken aan Maurice Halbwachs

Léon Brunschvicg (Parijs, 10 november 1869 – Aix-les-Bains, 2 februari 1944) was een Frans idealistisch filosoof. Zijn bekendste werk is zijn proefschrift La Modalité du jugement (1897). Zijn filosofie staat bekend als een 'kritisch idealisme' waarin hij het klassieke Duits idealisme verrijkte met het werk van auteurs als Baruch Spinoza en Blaise Pascal. Hij zorgde dan ook voor enige interesse in het neokantianisme in Frankrijk, in navolging van Jules Lachelier en Jules Lagneau. Verder heeft hij ook verscheidene studies gewijd aan de geschiedenis van de filosofie en wetenschapsgeschiedenis. In dit laatste gebied focuste hij zich vooral op de geschiedenis en filosofie van de wiskunde. Hij was ook medeoprichter van het tijdschrift Revue de Métaphysique et de Morale in 1893.

## Biografie
Hij gaf van 1895 tot 1900 les aan het Lycée Pierre Corneille in Rouen. In 1909 werd hij professor in de filosofie aan de Sorbonne. Deze positie bleef hij tot 1939 behouden. Op deze manier beïnvloedde hij een groot aantal Franse filosofen uit de 20e eeuw zoals Gabriel Marcel, Maurice Merleau-Ponty en Jean-Paul Sartre. Hij introduceerde ook het werk van Bertrand Russell en Gottlob Frege in Frankrijk.
Hij werd tijdens de Tweede Wereldoorlog gedwongen zijn positie aan de Sorbonne op te geven en moest naar het zuiden van Frankrijk vluchten, waar hij op 74-jarige leeftijd stierf. Tijdens zijn verblijf in Zuid-Frankrijk schreef hij studies over Montaigne, Descartes en Pascal, die gedrukt werden in Zwitserland. Hij schreef hier ook een handboek filosofie, opgedragen aan zijn kleindochter, getiteld Héritage de Mots, Héritage d'Idées. Dit werk verscheen pas postuum. Hij was getrouwd met Cécile Kahn, een vooraanstaand pleitbezorgster van het vrouwenkiesrecht in Frankrijk. Ze hadden samen vier kinderen.

## Filosofie

### Kritisch idealisme
De filosofie van Brunschvicg kan in wezen worden omschreven als een 'kritisch idealisme'. Idealisme omdat de werkelijkheid volgens Brunschvicg niet iets is dat los van het menselijk oordeelsvermorgen bestaat. Kritisch echter omdat kennis van de gehele werkelijkheid niet zomaar gegeven is, maar doorheen de geschiedenis verwezenlijkt wordt. De filosofie van Brunschvicg steunt hard op het idealisme van Immanuel Kant, maar trekt die filosofie anderzijds ook radicaal in zijn idealisme door. Zelf spreekt hij vaak van een humanisme. Daarnaast zijn er ook duidelijke positivistische elementen in terug te vinden: echte kennis wordt gelijkgesteld met wetenschappelijke, wiskundige kennis.
Terwijl bij Kant nog een onderscheid bestond tussen de fenomenale en noumenale orde, verliest dit onderscheid zijn rigiditeit bij Brunschvicg. Vooral door het werk van Kant te confronteren met de ontwikkelingen in de wetenschap, komt Brunschvicg tot de conclusie dat de mogelijkheidsvoorwaarden voor kennis niet zozeer tot stand komen door vaste a priori gegeven structuren van het verstand, maar net door een meer dynamisch oordeelsvermogen. Dit blijkt bijvoorbeeld uit zijn herwaardering van concepten zoals ruimte en tijd. Kant stelde dat men ruimte en tijd kon vatten via een formele intuïtie, los van elk concreet object. Voor Brunschvicg daarentegen zijn concepten zoals ruimte en tijd onzinnig zonder de bijhorende objecten. Hij is het eens in zoverre Kant stelt dat we niet buiten ruimte en tijd kunnen denken, maar die ruimte en tijd komt altijd samen met (voorgestelde) objecten naar voren.
Brunschvicg wil, net als zoveel filosofen na Kant, ook diens onderscheid tussen de zuivere en praktische rede overwinnen. Analoog met het Duits idealisme tracht hij dit te doen door het oordeelsvermogen van de mens centraal te zetten enerzijds en door het idealisme te radicaliseren anderzijds: er is niet zozeer een Ding an sich buiten de mens, maar de realiteit van de werkelijkheid is simpelweg te vinden in de menselijke geest die oordelen en overtuigingen uitspreekt. Anderzijds wees Brunschvicg ook de tegenovergestelde stelling af, namelijk dat het allemaal producten zijn van een centrale, innerlijke realiteit, zoals een tijdloos bewustzijn. Dit bewustzijn zelf zou dan evengoed een Ding an sich zijn. Eerder dan dat stelt Brunschvicg dat alles, zowel extern als intern, in wezen uit (objecten van) oordelen en denkacten bestaat. Filosofie wordt dan ook door Brunschvicg begrepen als het denken dat zich van zichzelf bewust wordt.
Dit wordt bij Brunschvicg uiteen gezet in zijn werk La Modalité du jugement (1897). Voor Brunschvicg zijn er twee fundamentele polen van het oordelen: hetzij interne oordelen waarin de menselijke geest aan zichzelf een noodzakelijke wetmatigheid oplegt. Dit vindt men in haar zuiverste vorm terug in de wiskunde. Daartegenover staan externe oordelen. Extern niet zozeer dat het denken wordt geconfronteerd met zaken buiten zich, maar het wordt daarentegen geconfronteerd met zijn eigen grenzen. Voor Brunschvicg bestaan er nog eens reeksen tussenliggende vormen van oordelen, zoals het geometrische, het fysische en het waarschijnlijkheidsoordeel.

### Rol van wiskunde en geschiedenis
Een typisch kenmerk van Brunschvicg, dat bij vele Franse wetenschapsfilosofen terugkomt, is zijn focus op de rol van de wetenschapsgeschiedenis. De geschiedenis van een wetenschappelijke discipline speelt voor hem een cruciale methodologische rol om die discipline zelf te begrijpen. Zo is voor Brunschvicg de geschiedenis van de wiskunde een centraal argument voor zijn idealisme en de stelling dat de werkelijkheid niet los van de mens staat, maar juist vervat zit in de principes en de wetmatigheden, die men ook zo duidelijk terugvindt in de wiskunde. Voor Brunschvicg is de wiskunde belangrijk omdat het nergens anders zo duidelijk is dat objectiviteit en rationaliteit in wezen hetzelfde zijn.
Voornamelijk in zijn werk Le progrès de la conscience dans la philosophie occidentale (1927) komt dit terug waarin hij de geschiedenis van de filosofie en westerse cultuur vanuit dit perspectief bekijkt. In vroege stadia zit de mensheid nog in zijn kindsheid, waarvan hij zich echter verlost met de ontdekking van de wiskunde door Pythagoras en zijn volgelingen. Echter bij Aristoteles ziet Brunschvicg een terugval in het naïeve denken plaatsvinden, die pas bij René Descartes overwonnen werd. Hij interpreteert de Romantiek en de levensfilosofie als bedreigingen van deze vooruitgang, maar ziet in het werk van Albert Einstein een definitieve overwinning van het wiskundige denken.
Voor Brunschvicg toont de wetenschapsgeschiedenis ook het dynamische aspect van alle (wetenschappelijke) kennis aan. De mens vertrekt niet zozeer van een voorafgegeven reeks categorieën waarmee de werkelijkheid inzichtelijk wordt, maar creëert actief nieuwe concepten, die op hun beurt nieuwe ervaringsvelden net openleggen en begrijpelijk maken. Zowel in Les étapes de la philosophie mathématique (1912) als in L'expérience humaine et la causalité physique (1922) komt dit naar voren: het zijn steeds de wiskundige ideeën of wetenschappelijke ontwikkelingen rond begrippen zoals oorzakelijkheid die de grote filosofische systemen, zoals van Kant of Hegel, ondergraven en nieuwe concepten doen ontstaan. Hij waardeert wel de kritiek op metafysica door auteurs als Kant of Auguste Comte, maar verwerpt hun pretenties dat zijzelf de ultieme structuren van het denken in kaart kunnen brengen. Steeds weer, zo moet Brunschvicg vaststellen, overschrijden de wetenschappelijke ontwikkelingen deze voorgestelde grenzen zonder enig probleem. Nogmaals kan Einsteins relativiteitstheorie hier als voorbeeld dienen.
De inzet van het oeuvre van Brunschvicg ging ook steeds verder dan loutere wetenschapsgeschiedenis alleen. Achter de op het eerste gezicht zuivere beschrijvingen van wetenschappelijke veranderingen, ging altijd een morele inzet schuil. Voor Brunschvicg moest het heil van de mens juist gezocht worden in het wetenschappelijke denken. Het wetenschappelijke denken was voor hem de hoogste menselijke activiteit. Niet zozeer omdat wetenschap een praktische oplossing zou bieden voor al de menselijke problemen, of omdat ze de enige weg toch ware kennis is, maar omdat ze een spirituele waarheid bevatte. Brunschvicg schuwde er dan ook niet voor de term van God in dit verband terug in te voeren.

## Invloed
Deze focus op de geschiedenis als methodologisch principe oefende een grote invloed uit op leerlingen van Brunschvicg, zoals Jean Cavaillès en Gaston Bachelard. Deze auteurs worden ook wel onder de noemer van historische epistemologie geplaatst. Men kan het werk van Brunschvicg dan ook beschouwen als het begin van een Franse traditie in de filosofie van de wiskunde met naast Cavaillès ook auteurs als Albert Lautman en Jean-Toussaint Desanti.
Daarnaast zijn er vele parallellen te trekken tussen het werk van Brunschvicg en Bachelard. Zo staat, juist als bij Brunschvicg, de idee centraal bij Bachelard dat het denken een zekere mate van plasticiteit kent doorheen de geschiedenis. De mens benadert de realiteit niet steeds op dezelfde manier, maar de wijze waarop hij dat doet verandert juist. Een duidelijk voorbeeld hiervan is het plaatsvinden van een epistemologische breuk. Er zijn echter ook verschillen tussen beide denkers. Zo benadert Bachelard de wetenschapsgeschiedenis fragmentarischer en beschouwt de disciplines apart. Er is niet zozeer één wetenschappelijke denkwijze, maar een hele reeks naast elkaar. Ook staat Bachelard veel sceptischer tegenover Brunschvicgs focus op de centrale rol van het cogito. Voor Bachelard wordt het denken eerder gestuurd dan dat het zelf stuurt, bijvoorbeeld door de ontwikkeling van nieuwe technieken (Bachelard spreekt van phenomenotechnique).
Ook in het werk van Raymond Aron speelde deze historische aanpak van Brunschvicg een belangrijke rol, maar dan eerder negatief. Aron wees dit soort transcendentale externe benadering van de geschiedenis, los van de concrete menselijke en sociale werkelijkheid, af. Zelf ging hij inspiratie zoeken bij Duitse denkers als Max Weber en Wilhelm Dilthey.